# Eblen Macari Graniel
Eblen Macari Graniel, conocido como Eblen Macari, es un compositor y guitarrista mexicano. Es hermano de la cantante Jeanette Macari. El estilo musical desarrollado por Macari es una mezcla entre la música ambiente, elementos del Medio Oriente, música electrónica y música hispano-americana, entre otros. Ha grabado más de 15 álbumes con diferentes artistas y ha compuesto igualmente música para documentales, largometrajes, planetarios y museos.
Una de sus composiciones faro es “Música para planetarios”, publicado en 1987 e inicialmente ideado para el Planetario Luis Enrique Erro, situado en la Ciudad de México.
Eblen Macari es también miembro fundador de la agrupación Eblen Macari Trio, que reúne raíces árabes y barrocas de la música mexicana e incluye instrumentos como la guitarra contemporánea, la jarana jorocha, percusiones y sintetizadores, entre otros.

## Discografía
- 1981 - Un Producto de los Sesenta
- 1983 - Trayectos
- 1984 - Glaciares
- 1987 - Música para Planetarios
- 1989 - Cartas de Navegación
- 1992 - Altiplano
- 1994 - Tientos
- 1997 - Ambar
- 2000 - Aires
- 2012 - Avant Folk